# 반하 대학교
반하 대학교(아랍어:جامعة بنها)는 이집트 칼리우비야 주 반하에 있는 대학교다. 1976년 11월 개교했다.

## 같이 보기
- 이집트의 교육